# Чарлс Хемлин
Чарлс Хемлин (1861-1938) е американски юрист и пръв председател на Управителния съвет на Федералния резерв.

## Биография
Роден е в Бостън в Масачузетс на 30 август 1861 г. Завършва Харвардския университет през 1886 г. Работи в Министерството на финансите на САЩ в периода 1893-97 и 1913-14. Кандидатира се за губернатор на Масачузетс през 1902 и 1910 г. На 10 август 1914 г. е назначен за председател на Управителния съвет на Федералния резерв и остава на този пост до 9 август 1916 г. От 1916 до 1936 г. е член на УС на ФР, а в периода 1936-1938 г. е специален съветник към УС на ФР. Съставя албуми с изрезки от пресата и води подробни дневници, документиращи неговия професионален и социален живот. Умира във Вашингтон на 25 април 1938 г.